# Piblange
Piblange (deutsch Pieblingen) ist eine französische Gemeinde mit 965 Einwohnern (Stand 1. Januar 2022) im Département Moselle in der Region Grand Est (bis 2015 Lothringen).

## Geographie
Die Gemeinde liegt in Lothringen, 25 Kilometer nordöstlich von Metz, zwölf Kilometer nordwestlich von Boulay-Moselle (Bolchen) und zehn Kilometer südwestlich von Bouzonville (Busendorf). 
Zu Piblange gehören die Ortsteile Bockange (Buchingen), Drogny (Drechingen), Saint-Bernard (Sankt Bernhard) und Streiffel.

## Geschichte
Piblange wurde 1137 erstmals als Pibilinga erwähnt, dann als Publanges (1221), Piveling (1330) und Pieblengen (1689). Die Ortschaft gehörte früher zum Herzogtum Lothringen im Heiligen Römischen Reich.
Durch den Frankfurter Frieden vom 10. Mai 1871 kam das Gebiet an das deutsche Reichsland Elsaß-Lothringen, und das Dorf wurde dem Kreis Bolchen im Bezirk Lothringen zugeordnet. Die Dorfbewohner betrieben Getreide-, Gemüse-, Wein- und Obstbau; auf der Gemarkung war ein Gipsbruch.
Nach dem Ersten Weltkrieg musste die Region aufgrund der Bestimmungen des Versailler Vertrags 1919 an Frankreich abgetreten werden. Im Zweiten Weltkrieg war die Region von der deutschen Wehrmacht besetzt, und der Ort stand bis 1944 unter deutscher Verwaltung.

### Bevölkerungsentwicklung
| Jahr      | 1962 | 1968 | 1975 | 1982 | 1990 | 1999 | 2009 | 2019 |
| --------- | ---- | ---- | ---- | ---- | ---- | ---- | ---- | ---- |
| Einwohner | 262  | 488  | 702  | 605  | 687  | 720  | 952  | 974  |

## Wappen
Die Adlerfänge im Gemeindewappen waren die Attribute der Abtei Villers-Bettnach, zu der die Herrschaft Piblange gehörte: der Drachen ist ein redendes Element für den Teilort Drogny (deutsch: Drakenach).

## Sehenswürdigkeiten
- Kirche Saint-Léger aus dem 18. Jahrhundert im Ortsteil Drogny
- Überreste der Maginot-Linie

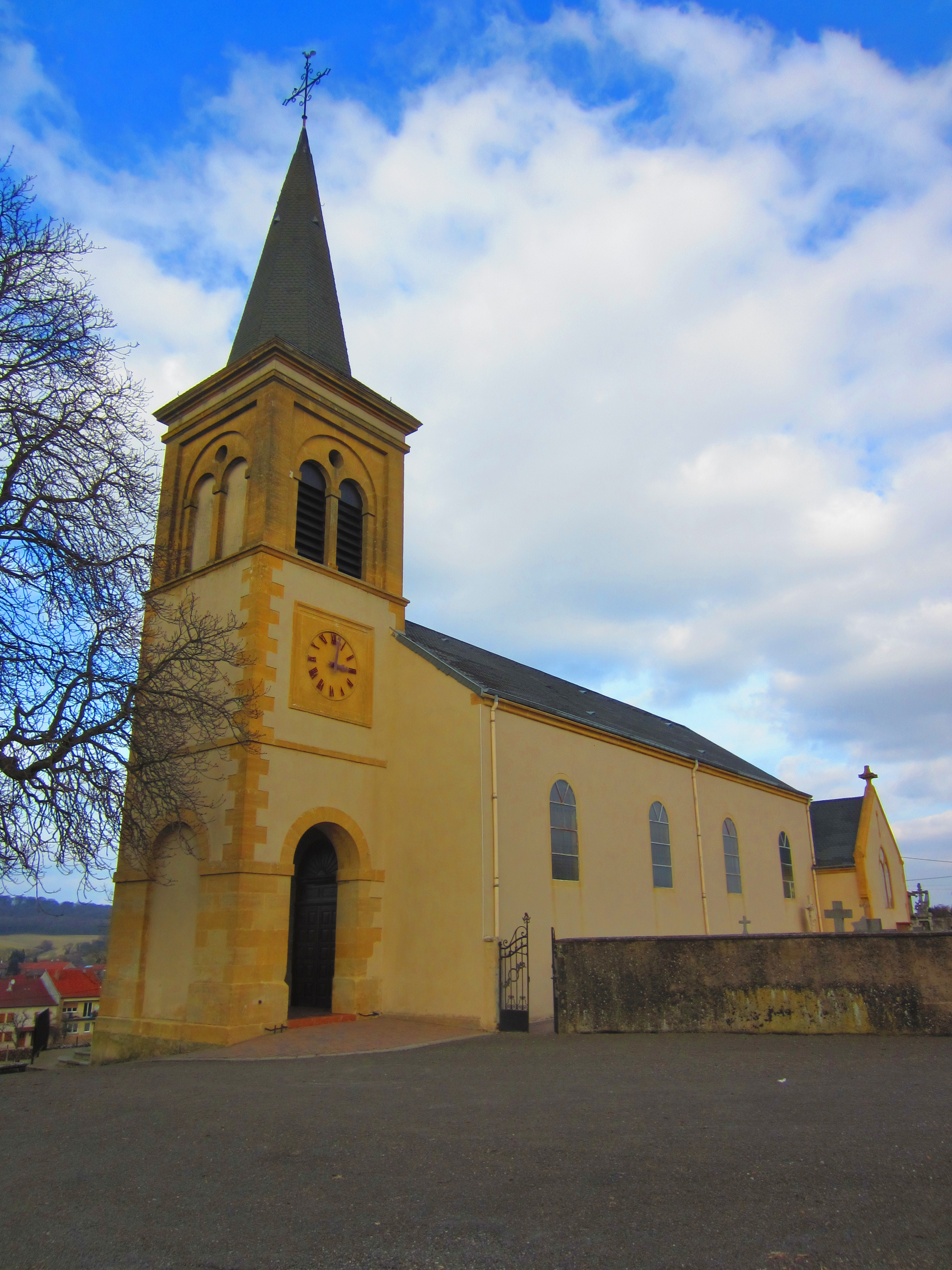
Kirche St. Léger, Drogny
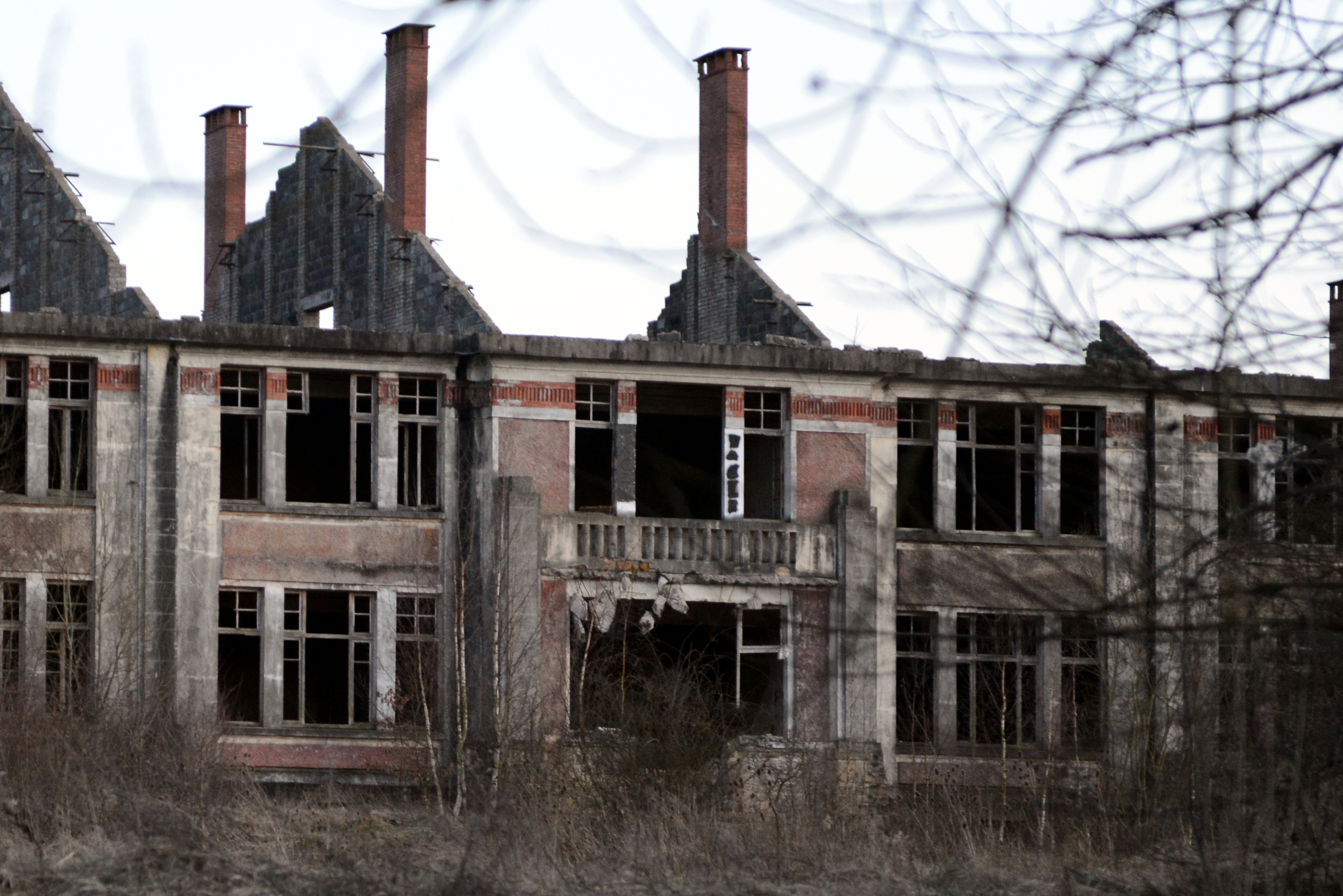
Camp de Bockange, Reste der Maginot-Linie
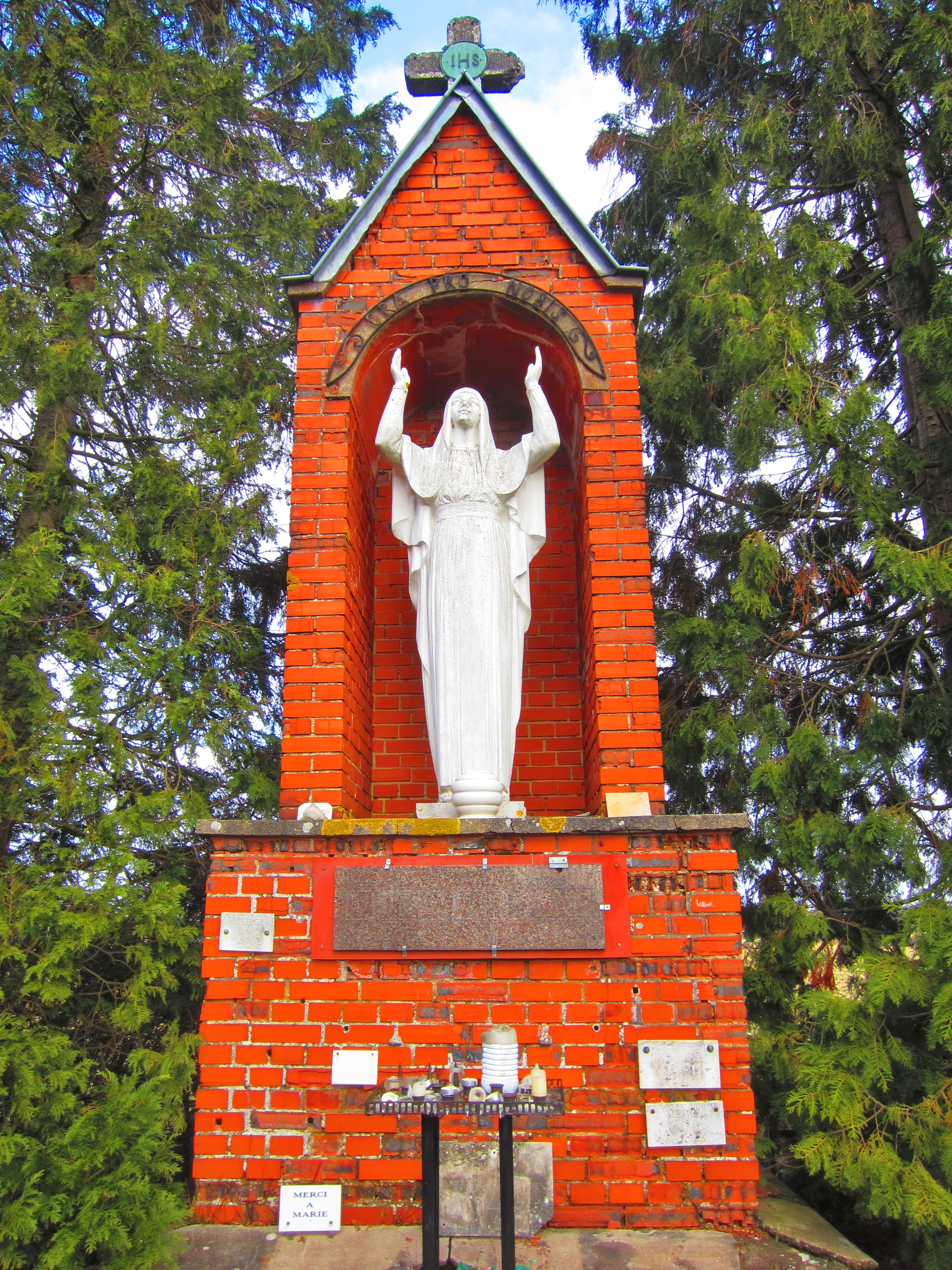
Marienstatue